# Zbirna funkcija verjetnosti
Zbirna funkcija verjetnosti ali porazdelitvena funkcija (oznaka cdf iz cumulative distribution function) je v verjetnostnem računu funkcija, ki opisuje verjetnostno porazdelitev realne slučajne spremenljivke {\displaystyle X}. Označuje se jo z {\displaystyle F(x)}.
Za realno število je zbirna porazdelitvena funkcija določena z:
{\displaystyle x\mapsto F_{X}(x)=\operatorname {P} (X\leq x)\!\,,}
kjer {\displaystyle X\leq x} pomeni verjetnost, da slučajna spremenljivka zavzame vrednost, ki je manjša ali enaka vrednosti {\displaystyle x}. Verjetnost, da slučajna spremenljivka leži v intervalu {\displaystyle (a,b]} je torej enaka:
{\displaystyle F_{X}(b)-F_{X}(a)\!\,}, če je {\displaystyle a<b\!\,}.
Z uporabo gostote verjetnosti {\displaystyle f(t)\!} se lahko zapiše:
{\displaystyle F(x)=\int _{-\infty }^{x}f(t)\,\mathrm {d} t\!\,.}

## Značilnosti pri diskretni spremenljivki
Če je {\displaystyle X} diskretna slučajna spremenljivka, ki lahko zavzame vrednosti {\displaystyle x_{1},x_{2},x_{3},} ... z verjetnostmi {\displaystyle p_{1}=P(x_{1})}, potem ima funkcija nezveznosti v točkah {\displaystyle x_{i}} in je konstantna med vrednostmi:
{\displaystyle F(x)=\operatorname {P} (X\leq x)=\sum _{x_{i}\leq x}\operatorname {P} (X=x_{i})=\sum _{x_{i}\leq x}p(x_{i})\!\,.}
Velja tudi {\displaystyle \lim \limits _{x\to -\infty }F_{X}(x)=0} in {\displaystyle \lim \limits _{x\to \infty }F_{X}(x)=1}.

### Primer
Mečemo igralno kocko. Naj bo slučajna spremenljivka {\displaystyle X} definirana kot število padlih pik. Ker je kocka poštena, ima vsaka možna vrednost {\displaystyle X} enako verjetnost, torej:  
{\displaystyle P(X=k)={\frac {1}{6}},\quad k\in \{1,2,3,4,5,6\}}
Za različne vrednosti porazdelitvene funkcije {\displaystyle F_{X}(x)} dobimo:
{\displaystyle F_{X}(x)={\begin{cases}0,&x<1,\\{\frac {1}{6}},&1\leq x<2,\\{\frac {2}{6}},&2\leq x<3,\\{\frac {3}{6}},&3\leq x<4,\\{\frac {4}{6}},&4\leq x<5,\\{\frac {5}{6}},&5\leq x<6,\\1,&x\geq 6.\end{cases}}}

## Značilnosti pri zvezni spremenljivki
Kadar je spremenljivka {\displaystyle X} zvezna slučajna spremenljivka, je tudi {\displaystyle F} absolutno zvezna in obstaja po Lebesguu integrabilna funkcija {\displaystyle f(x)} tako, da je:
{\displaystyle F(b)-F(a)=\operatorname {P} (a\leq X\leq b)=\int _{a}^{b}f(x)\,\mathrm {d} x\!\,.}
Verjetnost, da spremenljivka {\displaystyle X} zavzame točno vrednost {\displaystyle b}, se lahko določi z:
{\displaystyle \operatorname {P} (X=b)=F(b)-\lim _{x\to b^{-}}F(x)\!\,.}